# Myotis levis

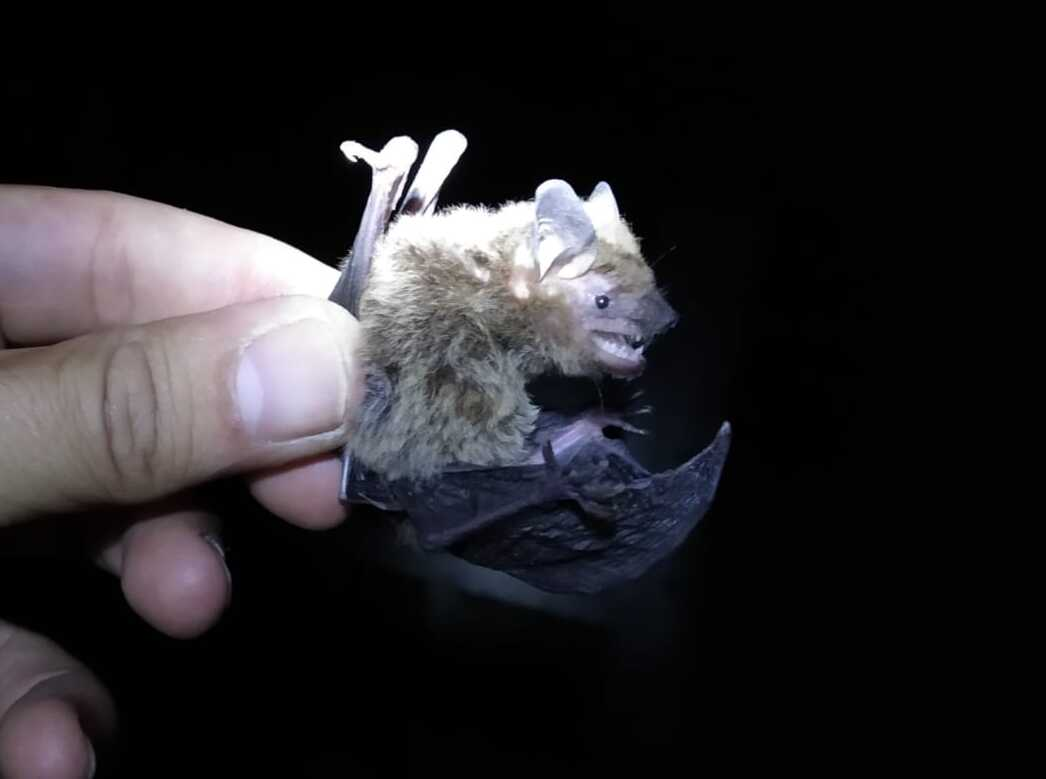
Murciélago pardo (Myotis levis) registrado en Uruguay

Myotis levis es una especie de murciélago de la familia Vespertilionidae.

## Distribución geográfica
Se encuentra en Argentina, Bolivia, Brasil y Uruguay.

## Importancia sanitaria
Esta especie es considerada como vector biológico de la rabia.